# The Velvet Rope
The Velvet Rope is het zesde studioalbum van de Amerikaanse R&B-zangeres Janet Jackson, uitgebracht op 6 oktober 1997 door Virgin Records. Voor de release had Janet nog een mega-deal bij de maatschappij getekend voor een record bedrag van $80 miljoen in januari 1996. Daarmee werd ze, voor de tweede keer, de best betaalde artiest in de geschiedenis van de hedendaagse muziek. Opnieuw werkte Jackson samen met Jimmy Jam & Terry Lewis en haar toenmalige echtgenoot René Elizondo, Jr. als uitvoerend producent.
Hoewel haar vorige album bijna geheel in het teken stond van seksualiteit ging "The Velvet Rope" een stapje verder: ze sprak over SM en homoseksualiteit.
Het album kwam in de VS binnen op nummer 1 en werd Jacksons 4e nummer 1-album en verkocht in haar vaderland drie miljoen exemplaren. Wereldwijd lopen de verkopen tegen de 10 miljoen exemplaren aan.

## Internationaal succes
De 'lead single' van het album is Got 'til It's Gone, een cover van Joni Mitchell. Together Again werd de grootste hit van het album en in veel landen was het de bestverkochte single van het jaar (1997) maar kreeg 'concurrentie' door het nummer Candle in the Wind '97 van Elton John, opgedragen aan de toen pas overleden Prinses Diana.

## Tournee
The Velvet Rope World Tour was een theatershow geïnspireerd door Broadway.